# Маркетинг микс
Маркетинг микс укључује аспекте и стратегије маркетинга које менаџмент користи за стицање конкурентске предности. Овај термин се изражава у облику концептуалног обрасца који обухвата елементе маркетинга као што су: Производ (Product), Цена (Price), Дистрибуција (Place) и Промоција (Promotion). Према ова 4 елемента маркетинг микс је популарно назван 4П (engl. Four Ps). Ови елементи представљају варијабле маркетинга које предузеће може контролисати.
Поред основна 4 елемента маркетинг микса (4П), неки теоретичари наводе да би он требало да буде проширен са још три П који се тичу маркетинга услуга, а то су: Људи (People), Процес (Process) и Физичко окружење (Physical environment). Бумс (Booms, B.) и Битнер (Bitner, J.) су били главни заговорници ова додатна 3П те су они били ти који су их, након што је славни Филип Котлер (Philip Kotler) 80-их година 20. века предложио јавну расправу на ту тему, коначно увели у употребу.
Ефективан маркетинг микс мора да испуњава 4 услова:
- да буде прилагођен потребама муштерија;
- да креира одређену конкурентску предност;
- да његови елементи буду добро комбиновани;
- да буде усклађен са расположивим ресурсима фирме.

## Елементи маркетинг микса (4П)

### Производ (Product)
Материјална ствар која је резултат производне делатности или нематеријална услуга (уколико говоримо о услугама). Производ је продукт (engl. output) производног процеса. На пример, у аутомобилској индустрији коначни производ је аутомобил. С друге стране, када говоримо о нематеријалним производима (услуге), типични примери индустрије у којима се производе услуге јесу туристичка индустрија, угоститељска делатност итд.

### Цена (Price)
Цена је износ који потрошач плаћа за робу или услугу. Цена је новчани израз вредности робе или услуге. Најважнији чиниоци који се узимају у обзир приликом формирања цене јесу трошкови материјала, конкуренција, идентитет производа, висина дохотка потрошача, потрошачева перцепција вредности производа, што утиче на потражњу.

### Дистрибуција (Place)
То је место на којем производ (роба) може бити купљен. Може бити физичка трговина (дућан), као и виртуална трговина на Интернету. Назива се и каналом дистрибуције. Канали дистрибуције јесу механизми који су у служби пласмана производа (робе) на кориштење потрошачима. Учесници у дистрибуцијском каналу су произвођачи, трговина на велико, трговина на мало те разни остали посредници. Зависно од броја учесника, дистрибуција може имати један, два, али и више нивоа.

### Промоција (Promotion)
Промоција представља врсту комуникације коју маркетиншки стручњак може да употреби на тржишту у сврху промовисања свог производа. Овај елемент маркетинг микса омогућава да производ дође у свест потенцијалних потрошача те да они буду упознати са постојањем производа, као и његових главних особина и предности.
Промоција користи четири елемента у ту сврху: оглашавање, односи с јавношћу, комуникација од уста до уста и место продаје.
- Оглашавање - подразумева сваку комуникацију која се плаћа. Ту спадају рекламе на ТВ-у и радију, Интернет огласи, рекламе и огласи у штампаним медијима (новине, часописи,...) те билборди.
- Односи с јавношћу - подразумева комуникацију која није директно плаћена. Обухвата новинска саопштења, сајмове, изложбе, приредбе, семинаре и слично.
- Комуникација од уста до уста - подразумева неформалну комуникацију о производу између појединаца. Ти појединци могу бити задовољни потрошачи, а могу бити и особе ангажиране да потакну комуникацију од уста до уста. Што је производ више усмерен према потрошачу бринући о његовим потребама, то ће потрошач бити задовољнији те ће се то одразити на позитивну комуникацију од уста до уста.
- Место продаје - место где се производ продаје комуницира с потрошачем. Љубазност запослених, униформе запослених, уређење продајних простора, инвентар, угодна атмосфера, амбијент (мириси и звукови), удобност и слично пуно говоре о целокупној услузи.

## 4Ц концепт
Данас постоји пракса преображаја концепта 4П у концепт 4Ц. Главна карактеристика тог концепта (4Ц) јест да је оријентисан претежно на потрошача. У том контексту, своју адекватнију примену има у маркетиншким нишама. 4П концепт је замењен 4Ц концептом на начин и са циљем да задовољи потрошача те да му се што више приближи.
У ту сврху, елеменат Производа (Product) замењен је елементом Потрошача (Consumer), Цена је замењена Трошком (Cost), Удобност, односно Погодност (Convenience) замењује Дистрибуцију (Place), а уместо Промоције (Promotion), као задњег П у низу, убацила се функција Комуникације (Communication).
Дакле, елементи 4Ц гласе:
- Потрошач (Consumer): истиче се усмереност на потрошача те задовољење његових потреба. Овај елеменат је противан масовном тржишту, већ се прилагођава сваком потрошачу понаособ;
- Трошак (Cost): сви они додатни трошкови осим цене које потрошач има купујући одређени производ или услугу. Ти трошкови могу бити новчани и неновчани. Нпр., уколико потрошач одлази на летовање он ће, поред цене коју плаћа за полупансион, имати још неке трошкове који нису укључени у ту цену, као на пример, трошкове бензина до дестинације, трошкове за додатне услуге које ће користити на путу до дестинације (путарине, прехрана итд.) - то су новчани трошкови. Осим њих постоје и неновчани трошкови, као на пример, утрошено време, затим опортунитетни трошак одласка на летовање (јер је потрошач могао своје време другачије провести да није отишао на летовање) и слично;
- Погодност (Convenience): код 4Ц концепта погодност куповине замењује дистрибуцију која у овом моделу губи смисао. Маркетар мора да размишља на које ће све начине потрошачи долазити до производа, тј. како ће да га купују и плаћају. У данашњем свету постоје различити начини купње. Купац може свој омиљени производ без превише труда и физичког напора купити из властитог дома, па чак и из фотеље. Постоји могућност купње преко Интернета, путем телефона, каталога, плаћајући кредитном картицом и слично;
- Комуникација (Communication): пожељно је користити комуникацију уместо промоције производа или услуге. Комуникација је шири појам од промоције. Омогућава да уместо агресивног приступа промоције производа, маркетар створи једну интерактивну комуникацију са потенцијалним потрошачем.

## Историјат
1948. године Џејмс Калитон (James Culliton) први пут о маркетиншком одлучивању размишља као о рецепту.
Ту идеју је 1953. године даље искористио Нил Борден (Neil Borden), професор са Харвардске пословне школе (Harvard Business School), те је створио нови назив „маркетинг микс“. У то време, ти „састојци“ који су сачињавали маркетинг микс су били бројнији него данас. Међутим, Џероми Мекарти (E. Jerome McCarthy), професор са Мичигенског државног универзитета (Michigan State University), предложио је да се сви ти састојци маркетинг микса скупе у четири елемента, данас знаних као 4П.